# Indiaas-Pakistaans conflict van 2025
Het Indiaas-Pakistaans conflict van 2025 was een gewapend treffen van 7 tot 10 mei 2025 tussen India en Pakistan dat kadert binnen het langjarig Kasjmirconflict.

## 7 mei 2025

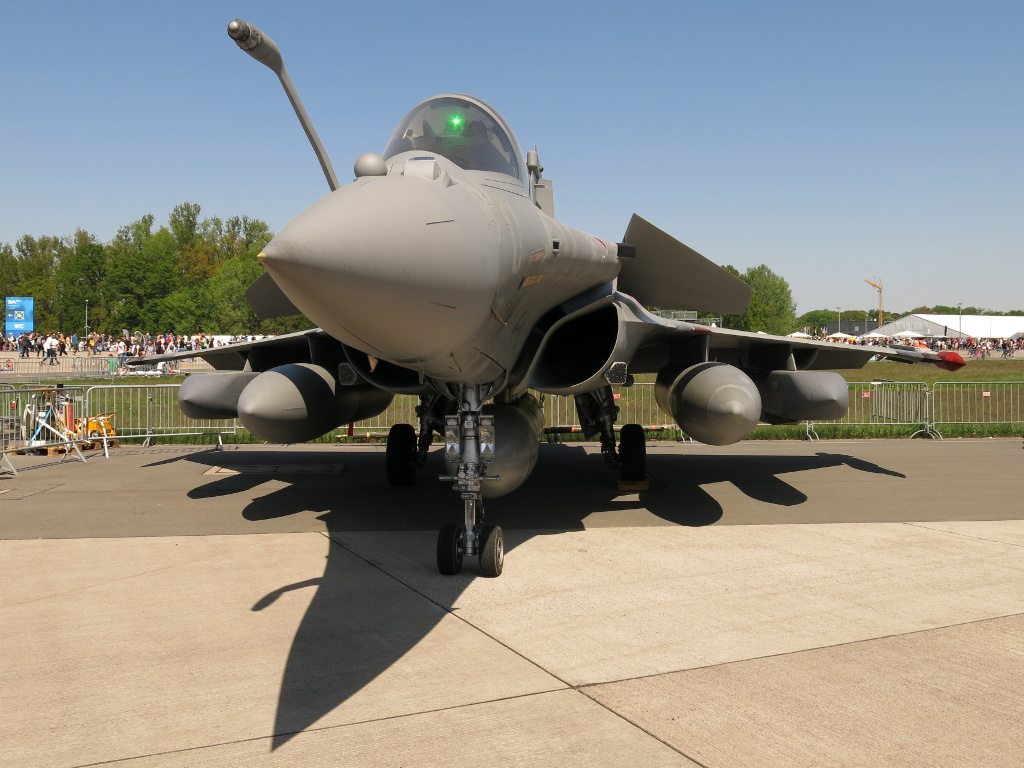
Een Dassault Rafale bewapend met twee SCALP EG

Na de aanslag in Pahalgam van 22 april 2025 voerde de Indiase luchtmacht op 7 mei 2025 van 01:05 tot 01:30 Indian Standard Time een vergeldingsaanval uit met Dassault Rafale vliegtuigen met SCALP EG, Armement Air-Sol Modulaire en BrahMos lucht-grondraketten tegen negen doelwitten van de groeperingen Jaish-e-Mohammed en Lashkar-e-Taiba in Azad Kasjmir en Punjab (Pakistan).
1. Abbas
2. Bahawalpur
3. Barnala
4. Gulpur
5. Mehmona Joya
6. Muridke
7. Shakargarh Tehsil
8. Sawai Nala Muzaffarabad
9. Syedna Bilal

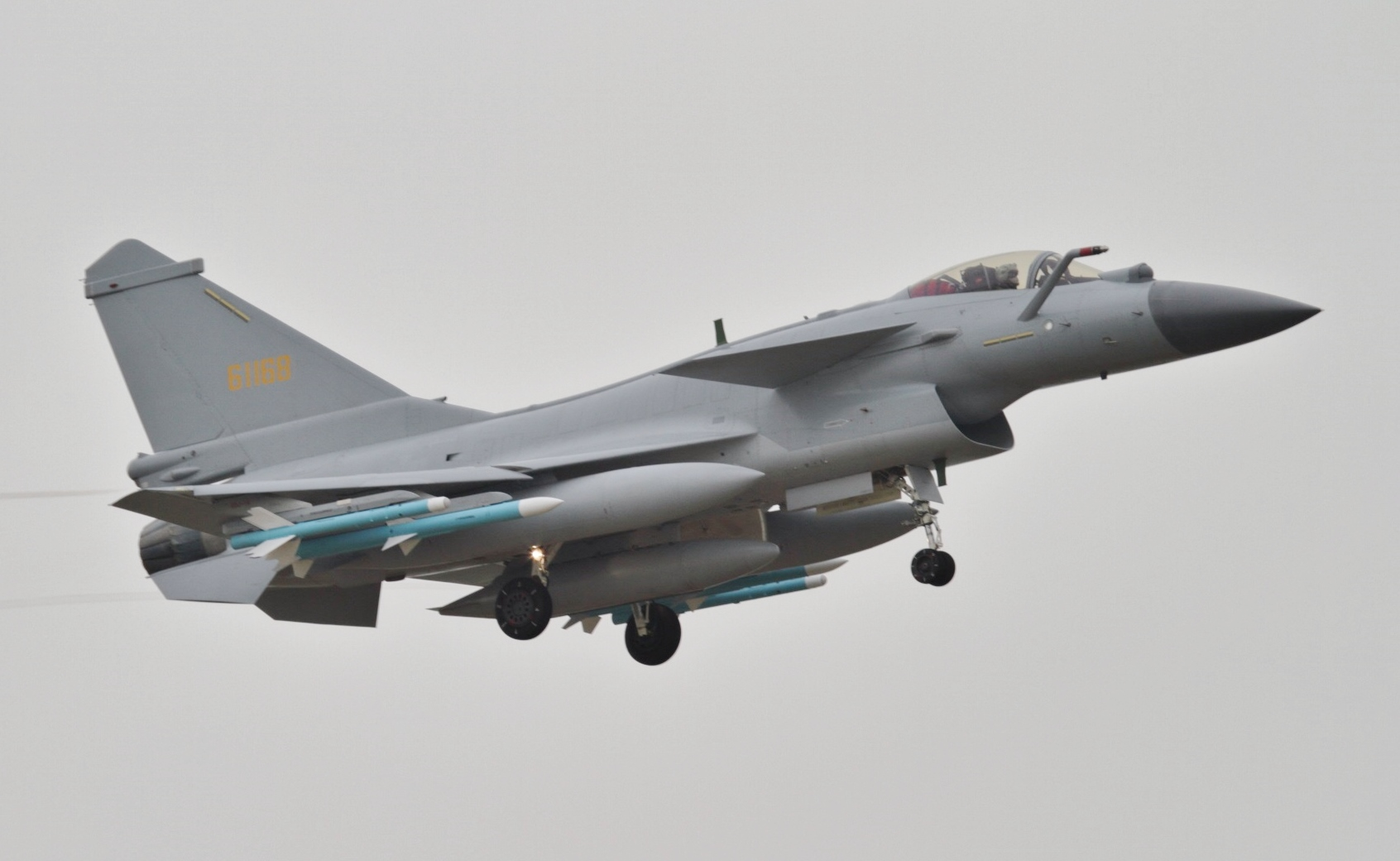
Een Chengdu J-10

Pakistan verdedigde zijn luchtruim met Chengdu J-10 vliegtuigen met PL-15 lucht-luchtraketten en er brak een luchtgevecht uit tussen 125 vliegtuigen gedurende een uur op een afstand van 100 km aan weerszijden van de grens.
Volgens Pakistan zijn drie Dassault Rafales, een Mirage 2000, een Mikojan-Goerevitsj MiG-29, een Soechoj Soe-30MKI en een onbemand luchtvaartuig neergeschoten. Drie Indiase piloten konden zich met hun schietstoel redden en belandden in het ziekenhuis.

## 8 mei 2025
Op 8 mei viel Pakistan met onbemande luchtvaartuigen en kruisvluchtwapens de steden Amritsar (stad) en Adampur aan. India weerde die af met zijn S-400 luchtdoelraketten.
India voerde Suppression of Enemy Air Defences uit tegen Lahore.
India viel dan Lahore en Karachi aan met 12 onbemande luchtvaartuigen.
De Pakistan Cricket Board legde wedstrijden stil toen een onbemand luchtvaartuig insloeg op een stadion in Rawalpindi.

## 9 mei 2025
Pakistan schoot met artillerie over de Line of Control op Kupwara (stad), Poonch (district in India), Uri (India) en Samba (India).
Pakistan viel de luchthaven en de universiteit van Jammu (district), Jaisalmer (stad), Baramulla (stad) en Kutch aan met honderden onbemande luchtvaartuigen.

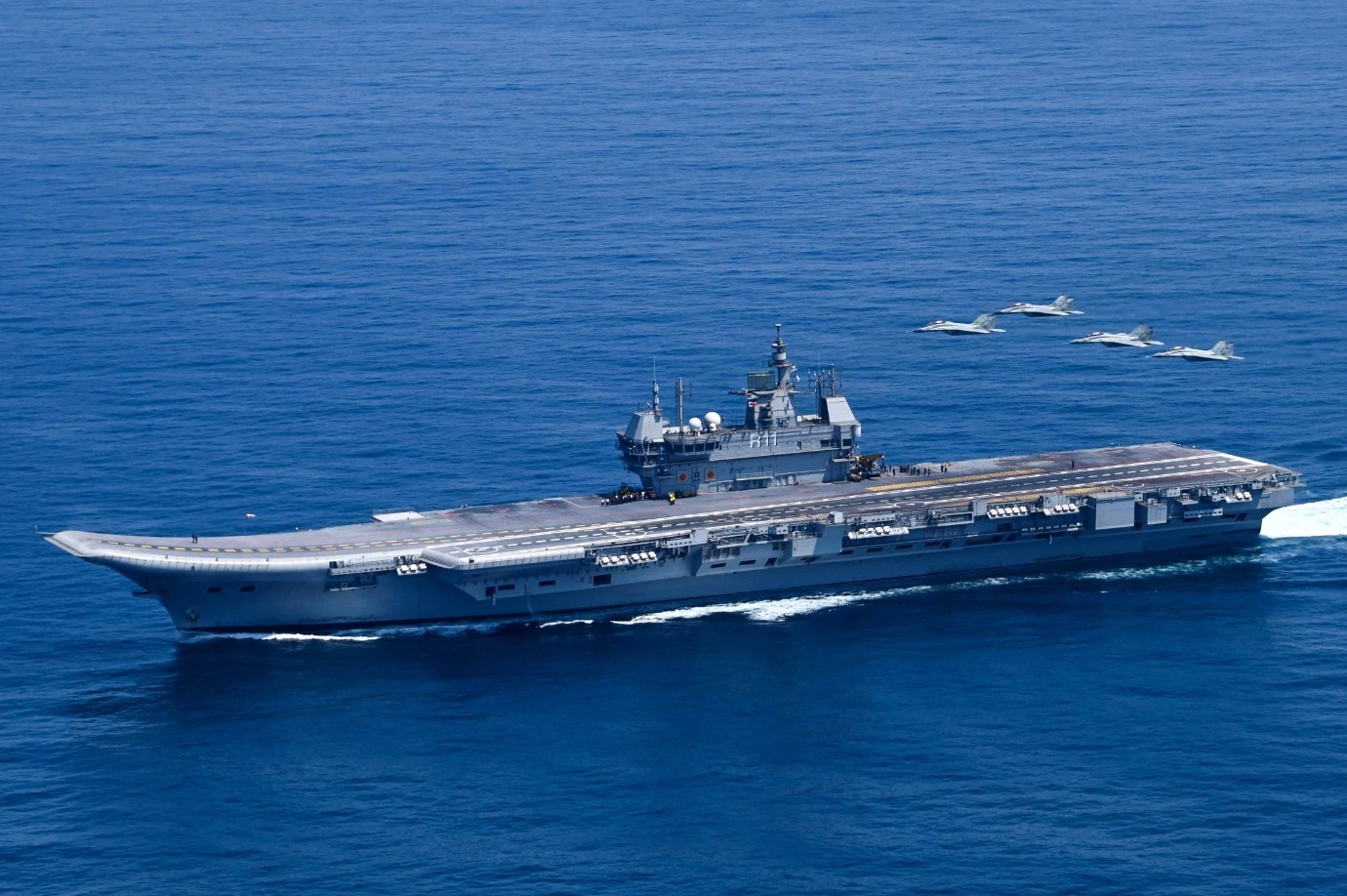
Het vliegdekschip INS Vikrant met vier Mikojan-Goerevitsj MiG-29K

India stuurde een eskader met het vliegdekschip INS Vikrant (2013) met fregatten, torpedobootjagers en onderzeeboten in de Arabische Zee tot 400 zeemijl van de Pakistaanse kust voor Karachi.

## 10 mei 2025
Op 10 mei viel Pakistan 26 militaire doelwitten, waaronder 15  luchtmachtbases in Punjab (India) aan met kruisvluchtwapens.
India viel acht luchtmachtbases aan.
Pakistan meldde terrorisme te Khyber-Pakhtunkhwa en Beloetsjistan (provincie).
Er werd gevochten bij Sialkot en Rajouri (stad).
Door internationale bemiddeling ging om 17:00 Indian Standard Time, dit is 16:30 in Pakistan, een wapenstilstand in Op 10, 11 en 12 mei waren er enkele inbreuken. 
.